# Big Bill (catch)
 (juin 2021).
Pour les articles homonymes, voir Morrissey (homonymie) et Big Bill.
William Morrissey (né le 16 août 1987 dans le Queens), est un catcheur (lutteur professionnel) américain. Il travaille actuellement à la All Elite Wrestling, sous le nom de Big Bill.
Il est notamment connu pour son travail à la World Wrestling Entertainment (WWE) de 2011 à 
2018, sous le nom de ring de Big Cass.
Il est d'abord joueur de basketball à l'université de New York avant de devenir catcheur. Il signe un contrat avec la WWE en juin 2011. Le 19 juin 2018, il est renvoyé de la WWE. En 2021, il signe avec la fédération américaine Impact Wrestling.

## Jeunesse
William Morrissey est né le 16 août 1987 à New York,. Il grandit dans le quartier du Queens. Il devient fan de catch, notamment de Bret Hart et de Stone Cold Steve Austin. Il devient ami avec Eric Arndt.
Au cours de sa dernière année de lycée, il intègre l'équipe de basketball et obtient une bourse sportive pour étudier à l'université de New York. Il quitte l'université en 2009 après avoir obtenu un diplôme en économie.
Après l'université, il fonde une entreprise de vente de billets d’événements sportifs.

## Carrière de catcheur

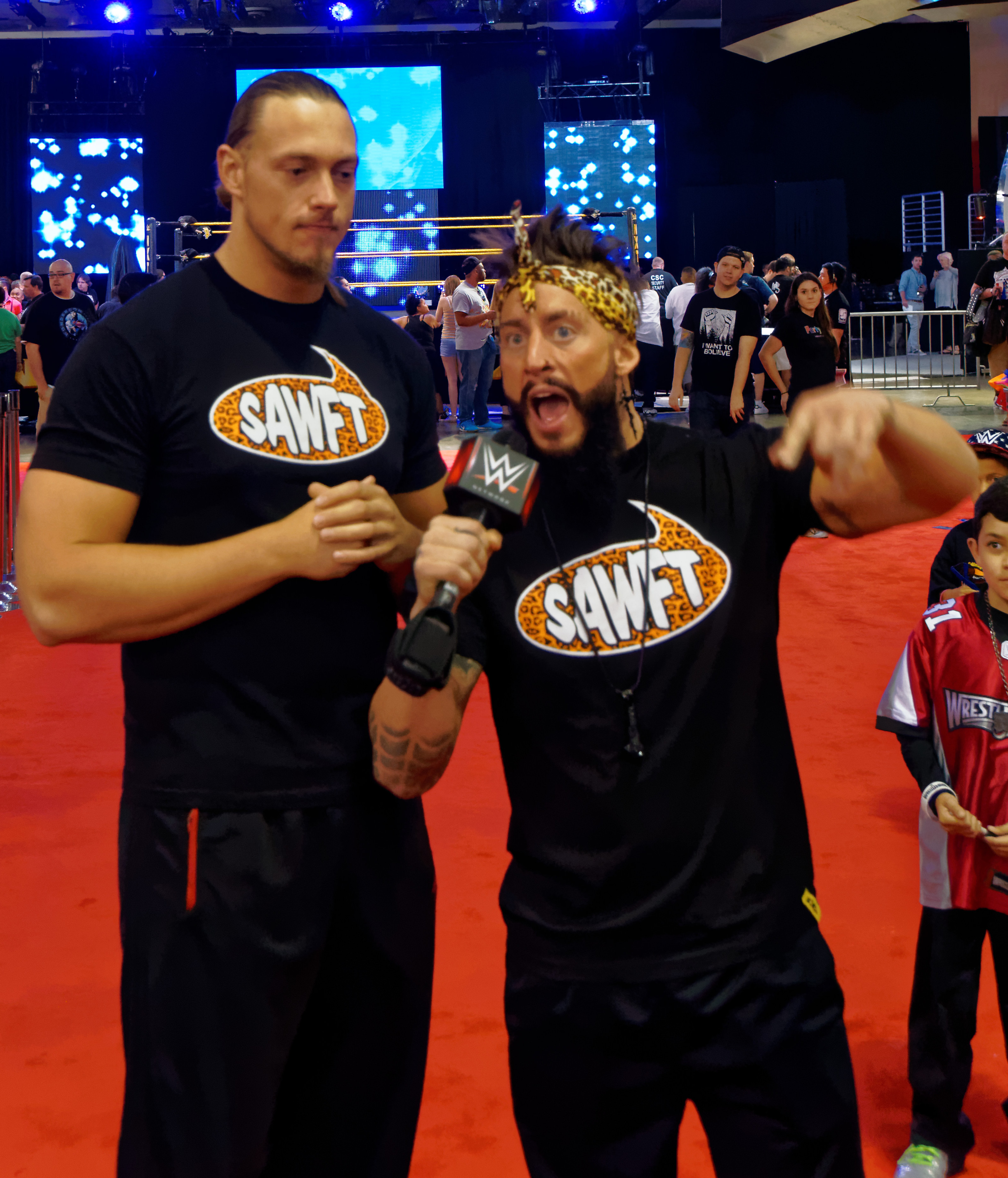
Colin Cassady and Enzo Amore at WrestleMania

### Entraînement à l'école de Johnny Rodz
Après l'obtention de son diplôme universitaire, Morrissey commence à s'entraîner dans une école de catch de New York dirigé par Johnny Rodz (en).

### World Wrestling Entertainment (2011-2018)

#### Florida Championship Wrestling (2011-2012)
En juin 2011, Morrissey signe un contrat avec la World Wrestling Entertainment (WWE) qui l'envoie à la Florida Championship Wrestling (FCW), le club-école de la fédération. Il dispute son premier match le 11 août au cours de l'enregistrement de l'émission du 4 septembre et avec Rodney Thomas il perd par disqualification un match à handicap face à Richie Steamboat. La FCW l'utilise comme jobber et il perd la plupart de ses matchs afin de mettre en valeur ses adversaires.

#### WWE NXT (2012-2016)
En août 2012, la WWE ferme la Florida Championship Wrestling et les catcheurs de la FCW rejoignent la NXT, qui est le nouveau club-école.
Il y fait son premier match télévisé le 5 juin 2013 où il perd face à Mason Ryan. Le 10 juillet, il s'allie à Enzo Amore avec qui il réussit à vaincre Ryan dans un match à handicap. Cassady et Amore ont par la suite une rivalité avec Scott Dawson, Alexander Rusev et Sylvester Lefort (le manager de Scott Dawson et Rusev). Le 29 août, Cassady et Amore refusent d'entrer dans le clan de Lefort. À la suite de cela, Amore affronte Scott Dawson et perd le match. Le 11 septembre Cassady et Amore battent Dawson et Rusev par disqualification. Le 25 septembre, ils perdent un Fatal Four Way Gauntlet match par équipe pour devenir challenger pour le NXT Tag Team Championship. Le 11 novembre, la WWE annonce qu'Amore est des rings pour six mois minimum à la suite d'une fracture à une jambe. Il continue alors la rivalité avec Rusev seul et neuf jours plus tard, il perd un Beat the clock match face à ce dernier qui tente alors de devenir challenger pour le championnat de NXT.

#### Débuts àRaw, diverses rivalités et blessure (2016-2017)
Le 4 avril à Raw, ils font leurs débuts dans le show rouge et défient les Dudley Boyz qui viennent de battre les Usos. Le 1er mai à Payback, ils affrontent les Vaudevillains pour déterminer les futurs aspirants no 1 aux titres par équipe de la WWE, mais durant le combat, son partenaire se blesse la nuque en touchant la seconde corde, ce qui provoque l'arrêt de la rencontre. Ce dernier est ensuite évacué sur civière et transporté d'urgence à l'hôpital. Il est ensuite annoncé que son équipier souffre d'une commotion cérébrale et doit s'absenter pendant deux semaines. Le 23 mai à Raw, son partenaire fait son retour de blessure à ses côtés et assiste à sa victoire sur Bubba Ray Dudley. Le 19 juin à Money in the Bank, ils ne remportent pas les titres par équipes de la WWE, battus par le New Day dans un Fatal 4-Way Tag Team match qui inclut également les Vaudevillains et les Good Brothers.
Le 24 juillet à Battleground, John Cena et eux battent The Club dans un 6-Man Tag Team match. Le 21 août à SummerSlam, ils perdent face à Jeri-KO (Chris Jericho et Kevin Owens). 
Le 30 octobre à Hell in a Cell, ils perdent face aux Good Brothers. Le 20 novembre aux Survivor Series, l'équipe Raw, dont ils font partie, bat celle de SmackDown dans un Men's 10-on-10 Traditional Survivor Series Elimination Tag Team match. Le 18 décembre lors du pré-show à Roadblock: End of the Line, il perd face à Rusev (accompagné de Lana) en moins de 5 minutes par décompte à l'extérieur.
Le 29 janvier 2017 au Royal Rumble, il entre dans son tout premier Men's Royal Rumble match en première position, mais se fait éliminer par Braun Strowman après 10 minutes de match. Le 5 mars à Fastlane, Enzo Amore et lui ne remportent pas les titres par équipes de Raw, battus par les Good Brothers. 
Le 2 avril à WrestleMania 33, ils ne remportent pas les ceintures, battus par les Hardy Boyz dans un Fatal 4-Way Tag Team Ladder match qui inclut également les Good Brothers et The Bar. Le 30 avril lors du pré-show à Payback, ils prennent leur revanche sur les Good Brothers. Le 19 juin à Raw, Corey Graves le met devant le fait accompli et lui montre une vidéo du show de la semaine passée, dans laquelle il a mis en scène sa propre agression, et est convaincu que c'est lui qui a attaqué Enzo. Il effectue alors un Heel Turn, car reconnaît sa culpabilité, explique les raisons pour lesquelles il a agi ainsi, annonce à son désormais ex-partenaire que leur alliance est officiellement terminée et porte un Big Boot à ce dernier.
Le 9 juillet à Great Balls of Fire, il bat son ancien équipier en moins de 5 minutes. Le 20 août à SummerSlam, il bat Big Show. Le lendemain à Raw, alors qu'il affronte son ex-partenaire dans un Brooklyn Street Fight match, il se blesse le genou gauche, est contraint de déclarer forfait et s'absente pendant sept mois et demi,.

#### Retour, Draft àSmackDown Live, rivalité avec Daniel Bryan et renvoi (2018)
Le 17 avril 2018 à SmackDown Live, lors du Superstar Shake-Up, il fait son retour de blessure et est annoncé être officiellement transféré au show bleu. À la fin de la soirée, il fait gagner AJ Styles et Daniel Bryan par disqualification face à Aiden English et Rusev, car attaque le second catcheur de la première équipe. 10 soirs plus tard au Greatest Royal Rumble, il entre dans le 50-Men Royal Rumble match en avant-dernière position, élimine Daniel Bryan avant d'être lui-même en dernier par le futur gagnant, Braun Strowman. Le 6 mai à Backlash, il perd face au leader du Yes ! Mouvement par soumission. Après le combat, il attaque sauvagement son adversaire. Le 17 juin à Money in the Bank, il reperd face à son rival de la même manière. 2 jours plus tard, il est renvoyé par la compagnie.

### Circuit indépendant (2018-...)
Après son renvoi de la WWE, il change son nom de ring pour Big Cazz (plus tard changé en Big C) et rejoint la Big Time Wrestling. La BTW annonce que Big C participera à un de leurs shows le 21 septembre où il affrontera James Storm.

### Ring of Honor (2019)
Le 6 avril 2019 lors de G1 Supercard, Enzo & Cass qui se trouvaient dans le public sautent les barricades et attaquent plusieurs lutteurs de la ROH. Le 8 avril, il est annoncé qu'ils venaient de signer avec la ROH.

### Impact Wrestling (2021-2022)

#### Débuts et diverses rivalités (2021-2022)
Le 25 avril 2021 à Rebellion, il fait ses débuts à Impact ! Wrestling, sous le nom de W. Morrissey, remplace Eric Young, dispute son premier match aux côtés de Violent By Design (Deaner, Joe Doering et Rhino) et ensemble, les quatre catcheurs battent Chris Sabin, Eddie Edwards, James Storm et Willie Mack dans un 8-Man Tag Team match. 4 soirs plus tard à Impact!, il dispute son premier match solo et bat rapidement Sam Beale. Le 15 mai à Under Siege, il bat Willie Mack. Le 12 juin à Against All Odds, il bat Rich Swann. 
Le 23 octobre à Bound for Glory, il ne remporte pas le Intergender Call Your Shot Gauntlet match, gagné par Moose, et ne remporte pas le droit de choisir un match de championnat à tout moment. 
Le 17 juillet à Slammiversary, il bat Eddie Edwards. Le 18 septembre à Victory Road, Moose et lui battent The System (Sami Callihan et Eddie Edwards). Le 20 novembre à Turning Point, il bat Matt Cardona.
Le 8 janvier 2022 à Hard to Kill, il ne remporte pas le titre mondial, battu par Moose dans un Triple Threat match qui inclut également son précédent adversaire. Le 19 février à No Surrender, il ne remporte pas la ceinture, rebattu par son même adversaire.
Le 2 juin, il quitte la compagnie.

### All Elite Wrestling (2022-...)

#### Débuts et champion du monde par équipes avec Ricky Starks (2022-2024)
Le 4 mai 2022 à Dynamite, il fait ses débuts à la All Elite Wrestling, en tant que Heel, sous le nom de William Morrissey, devient le premier choix de MJF pour affronter Wardlow, dispute son premier match, mais perd face à ce dernier.   
Le 28 mai 2023 à Double or Nothing, il ne remporte pas le titre International, battu par Orange Cassidy dans une 21-Man Blackjack Battle Royal.
Le 19 août à Collision: Fight for the Fallen, il s'allie officiellement avec Ricky Starks, change de nom pour Big Bill et bat Derrick Neal (un catcheur local).
Le 7 octobre à Collision, les deux catcheurs deviennent les nouveaux champions du monde par équipes en battant FTR (Cash Wheeler et Dax Harwood) et remportent les titres pour la première fois de leurs carrières. Le 18 novembre à Full Gear, ils conservent leurs titres en rebattant leurs mêmes adversaires et en battant La Facción Ingobernable (Rush et Dralistico) et Kings of the Black Throne (Malakai Black et Brody King) dans un 4-Way Tag Team match. Le 30 décembre à Worlds End, The Don Callis Family (Kōnosuke Takeshita et Powerhouse Hobbs) et eux perdent face à The Sex Gods (Chris Jericho et Sammy Guevara), Darby Allin et Sting dans un 8-Man Tag Team match.
Le 7 février 2024 à Dynamite, ils ne conservent pas leurs ceintures, rebattus par leurs seconds précédents adversaires. Le 30 mars à Collision, ils perdent face à Top Flight (Darius et Dante Martin) au premier tour du tournoi pour devenir aspirants no 1 aux ceintures mondiales par équipes. Après le combat, son équipier est blessé et doit s'absenter pour une durée indéterminée, ce qui met fin à leur alliance.

#### The Learning Tree (2024-...)
Le 24 avril à Dynamite, il s'allie officiellement avec Chris Jericho et les deux catcheurs forment un clan appelé The Learning Tree. Le 30 juin à Forbidden Door, accompagnés de Bryan Keith, Jeff Cobb et eux perdent face à The Opps (Samoa Joe, HOOK et Katsuyori Shibata) dans un Trios match.
Le 6 avril 2025 à Dynasty, Bryan Keith et lui ne remportent pas les titres mondiaux par équipes, battus par The Hurt Syndicate (Bobby Lashley et Shelton Benjamin).

## Palmarès
- All Elite Wrestling
  - 1 fois champion du monde par équipe de la AEW - avec Ricky Starks
- WWE NXT
  - NXT Year-End Awards Tag Team of the Year (2015) avec Enzo Amore

## Vie privée
De 2014 à 2018, il a été en couple avec l'ancienne catcheuse de la WWE, Carmella.
Il est en couple et marié avec l'intervieweuse de la AEW, Lexy Nair.

## Récompenses des magazines
- Pro Wrestling Illustrated

| Année | 2014 | 2015 | 2016 | 2017 | 2018 | 2019 à 2020 | 2021 | 2022 |
| ----- | ---- | ---- | ---- | ---- | ---- | ----------- | ---- | ---- |
| Rang  | 281  | 206  | 120  | 94   | 205  | Non classé  | 412  | 172  |